# Paralacydes vocula
Paralacydes vocula là một loài bướm đêm thuộc phân họ Arctiinae, họ Erebidae.